# 劉昌 (1913年)
劉昌（1913年—1992年10月19日），福建省长汀县四都区荣坑村人，中国人民解放军开国少将。曾任内蒙古军区副政委。

## 生平
1930年参加红军游击队，1931年编入闽西红十二军。1932年加入中国共产主义青年团.1933年入彭杨步兵学校政治营学习，毕业后任江西军区第三作战分区警卫连指导员、独立二营政治委员、红八军团第21师63团连指导员，第23师第68团二营政治教导员。长征到陕北后，任陕北直罗镇独立营政治委员，红二十九军第二五七团政治委员。
抗日战争时期，任八路军后方留守处独立营政治委员，陇东军分区政治部主任。1943年入中共中央党校学习。
解放战争时期，任热河军区热北军分区政治部副主任，内蒙古人民解放军骑兵第四师政治部主任，内蒙古人民解放军骑兵第十师副政治委员，内蒙古人民解放军骑兵第三师政治委员。
中华人民共和国成立后，任内蒙古军区政治部副主任、主任、副政治委员、政治委员。内蒙古自治区第五届人大常委会副主任。
1955年，授予中国人民解放军少将。